# لينا دور
لينا دور (بالألمانية: Lena Dürr)‏ (و. 1991  م) هي متزحلقة ألمانية، ولدت في ميونخ.

## روابط خارجية
- لينا دور على موقع الاتحاد الدولي للتزلج (التزلج على المنحدرات الثلجية) (الإنجليزية)
- لينا دور على موقع اللجنة الأولمبية الدولية (الإنجليزية)
- لينا دور على موقع أوليمبيديا (الإنجليزية)
- لينا دور على موقع اللجنة الأولمبية الألمانية (الألمانية)